# Tracey Belbin
Tracey Lee Belbin OAM (* 24. Juni 1967 in Tingalpa, Queensland) ist eine ehemalige australische Hockeyspielerin, die mit der australischen Hockeynationalmannschaft 1988 Olympiasiegerin und 1990 Weltmeisterschaftszweite war.

## Sportliche Karriere
Die Verteidigerin Tracey Belbin wirkte bei der Weltmeisterschaft 1986 in Amstelveen in fünf von sieben Partien mit. Die Australierinnen belegten in der Vorrunde den dritten Platz und konnten somit nur um die Plätze 5 bis 8 weiterspielen. Am Ende erreichten sie den sechsten Platz. Bei den Olympischen Spielen 1988 in Seoul belegten die Australierinnen in der Vorrunde den zweiten Platz hinter den Südkoreanerinnen. Im Halbfinale bezwangen sie die Niederländerinnen mit 3:2. Danach trafen die Australierinnen im Finale wieder auf die Südkoreanerinnen und gewannen mit 2:0. Belbin wirkte in vier Spielen mit, darunter Halbfinale und Finale.
1990 erreichten die Australierinnen bei der Weltmeisterschaft 1990 in Sydney das Finale, dort unterlagen sie den Niederländerinnen mit 1:3. Bei den Olympischen Spielen 1992 in Barcelona belegten die Australierinnen in der Vorrunde den dritten Platz hinter den Deutschen und den Spanierinnen und verpassten damit den Halbfinaleinzug. Mit Siegen über die Neuseeländerinnen und die Niederländerinnen sicherten sich die Australierinnen den fünften Platz. Belbin war in allen fünf Spielen dabei.
Tracey Belbin wurde wie alle Olympiasiegerinnen von 1988 Anfang 1989 in den Order of Australia aufgenommen. Insgesamt wirkte sie in 95 Länderspielen für Australien mit. Sie begann nach ihrer aktiven Laufbahn eine internationale Karriere als Trainerin. So war sie Head Coach der US-Mannschaft bei der Weltmeisterschaft 2002 und belegte mit ihrer Mannschaft den neunten Platz. Ende 2021 wurde Tracey Belbin für die Aufnahme in die Hockey Australia Hall of Fame  nominiert.